# Isidre Arnalot Carrera
Isidre Arnalot Carrera (Alós d'Isil, 31 de juliol de 1871 – Navàs, 17 d'octubre de 1946) fou un industrial català i cabaler de Casa el Tort d'Alós.

## Família
Va néixer a la gran Casa el Tort d'Alós, fill de Jaume Arnalot Pal, alcalde d'Isil i important propietari del Pallars, i de Josepa Carrera Miró, originària de Casa Carrera de Borén, família vinculada al Sant Ofici des del segle XVII. Va ser el novè de dotze germans i per aquest motiu va ingressar a la Companyia de Jesús el 31 de maig de 1887. Va fer el noviciat a Veruela, però el 6 de març de 1888, abans d'acabar-lo, va abandonar per manca de vocació. Posteriorment, es va dedicar a activitats empresarials amb l'objectiu de construir la seva pròpia fortuna, la qual cosa el va portar a diversos indrets de Catalunya.
El 5 de setembre de 1896 es casà a Sort amb Ignàsia Casanovas Agulló, filla de Joan Casanovas Periquet, banquer i propietari, i d'Adriana Agulló Prats. Aquesta última, filla d'Armengol Agulló Especier, alcalde i fill il·lustre de Sort. L'any 1899, Ignàsia morí durant el part del seu primer fill, deixant Isidre vidu. Poc després, el 17 d'agost de 1901, es casà amb la seva cunyada, Adriana Casanovas Agulló, amb qui tingué dotze fills més.
Dos dels tiets d'Ignàsia i Adriana van ser figures polítiques destacades de l'època. Per la banda paterna, el germà del seu pare, Àngel Serafí Casanovas Pujol, va ser diputat de la Mancomunitat de Catalunya. Per la banda materna, el germà de la seva mare, Bonaventura Agulló i Prats, va ser diputat al Congrés del Regne d'Espanya.
A banda de la seva activitat empresarial, Isidre també va exercir com a jutge municipal de Rialp a finals del segle XIX.
El 1906 la família es traslladà a Cardona, on residiren a la Casa Thomasa, arrendada al matrimoni per Carles de Subirà Iglesias de Abad, baró d'Abella i alcalde de Cardona.

## Indústria

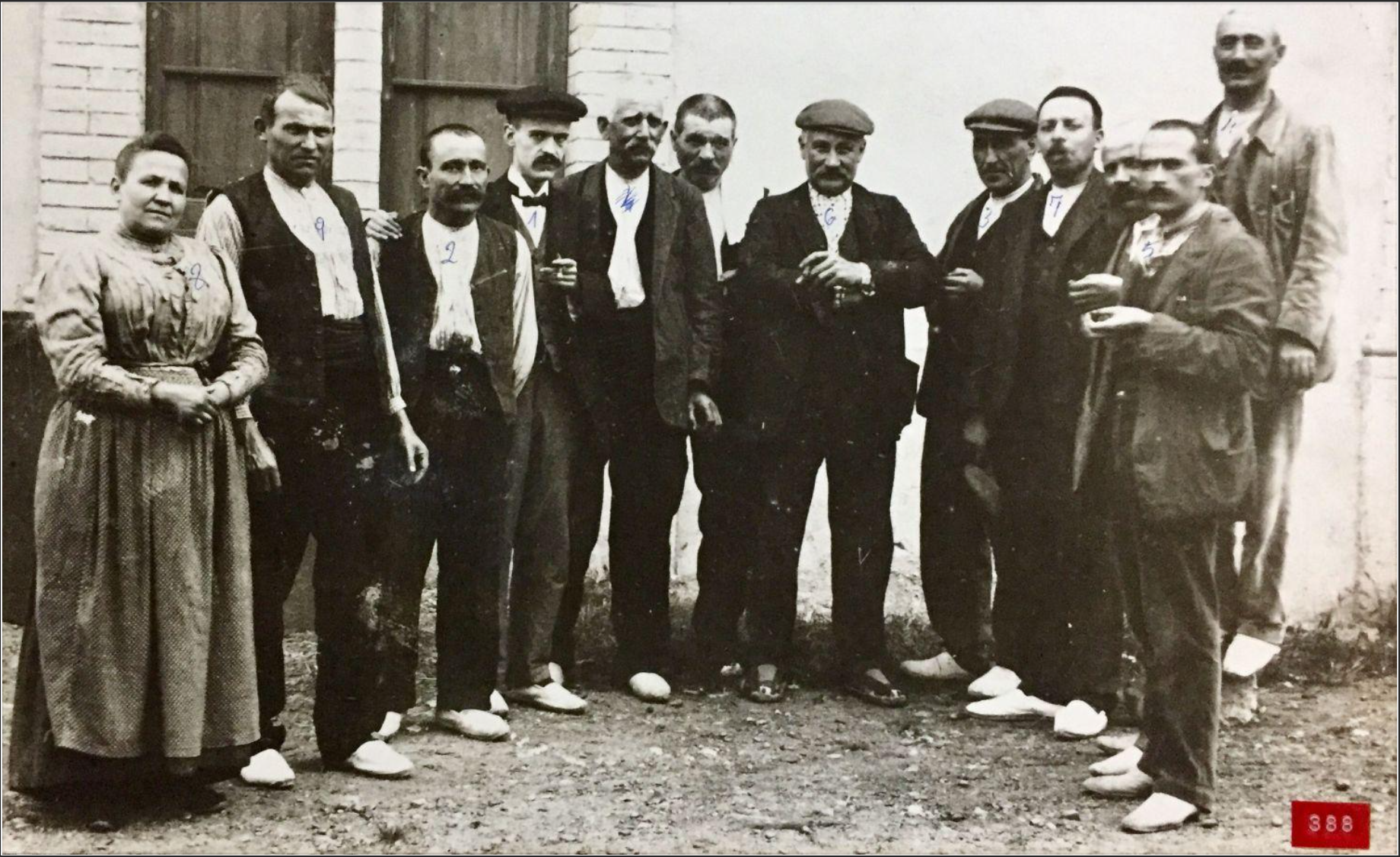
L'industrial Isidre Arnalot Carrera (el quart per l'esquerra) amb el seus treballadors en la celebració de l’obra de la nova central elèctrica "La Llum". Cardona, 1908.

Impulsà i fou propietari de les primeres centrals hidroelèctriques del Pallars i de Catalunya, entre les quals destaquen les de La Pobla de Segur (1898), Sort (1903), Gerri de la Sal (1905), Rialp (1907) i Cardona (1908).
Anteriorment, el 1890, conjuntament amb el seu germà gran Pere Arnalot Carrera, fundà la fàbrica tèxtil del Tort d'Alós a Rialp.